# Kerygma
Kerygma: (κηρύσσω, kērússō)
græsk for en herolds budskab;   at udråbe som en budbringer.
Man kan opfatte forskellige steder i Det Nye Testamente som udtryk for det kristne kerygma;   forstå det i snævrere eller bredere forstand.

## Kerygmaet forstået somJesuråb eller proklamation
- Jesu ord til disciplene i Matt 10,7:

"... Gå ud og prædik: Himmeriget er kommet nær! ..."
- Markus evangeliet, Mark 1,14:

"... Efter at Johannes var blevet sat i fængsel, kom Jesus til Galilæa og prædikede Guds evangelium
og sagde: »Tiden er inde, Guds rige er kommet nær; omvend jer og tro på evangeliet!« ..."

## Kerygmaet forstået somapostelenesforkyndelse
I videre forstand kan kerygma bruges om de formler og bekendelser som tidligt blev udformet af de første menigheder om deres tro på Kristi lidelse, død og opstandelses frelsende betydning for mennesker.
- I Første Korintherbrev findes det såkaldte Kristuskerygma, 1 Kor 15,3-5:

"... Jeg overleverede jer nemlig først og fremmest, hvad jeg også selv har modtaget: at Kristus døde for vore synder efter Skrifterne,
at han blev begravet, at han opstod på den tredje dag efter Skrifterne,
og at han blev set af Kefas og dernæst af de tolv. ..."
- Om forkyndelsen af Guds vilje:

Matt 12,41 – Jonastegnet i Matthæusevangeliet:
"...Mænd fra Nineve skal opstå ved dommen sammen med denne slægt og fordømme den, for de omvendte sig ved Jonas' prædiken, og se, her er mere end Jonas. ..."
1 Kor 1,21 – Første Korintherbrev:
"... For da Gud i sin visdom ikke ville, at verden skulle kende ham gennem sin egen visdom, besluttede Gud at frelse dem, som tror, ved den dårskab, der prædikes om. ..."
1 Kor 15,14
"... men er Kristus ikke opstået, er vores prædiken tom, og jeres tro er også tom. ..."
Voksne udøbte – katekumener – der ønsker at blive døbt og optaget i menigheden, bliver præsenteret for dette kerygma før selve dåben. Efter dåben bekender de sig til det forkyndte kerygma med trosbekendelsen.

## Kerygmaet genoplivet efterførste verdenskrig, Jesus eller Kristus
- Den liberale teologi og den historiske Jesus

Første verdenskrig lagde en dæmper på den udviklingsoptimisme der havde domineret 1800-tallet siden oplysningen med tiltro til menneskehedens fremtid byggende på fornuft og videnskab.
Inden for teologien havde den liberale teologi været dominerende med særlig fokus på den historiske Jesus i den såkaldte Jesu-liv-forskning (Den religionshistoriske skole), hvor man med den kritiske bibelforskning ville trænge bag om evangeliernes skildring af Kristus og finde ud af hvem den historiske Jesus egentlig og virkelig var, ("wie er eigentlich war"). – (Uddybning Arkiveret 11. marts 2007 hos  Wayback Machine)
Hvis man havde opfattet Jesus som en forbundsfælle i denne bestræbelse på at gøre verden og kulturen bedre, kunne første verdenskrigs rædsler give grund til eftertanke.
- Den dialektiske teologi og den kerygmatiske Kristus

Reaktionen kom omkring 1920 med den dialektiske teologi – i Danmark kaldet eksistensteologi – hvis repræsentanter anså afstanden mellem Gud og menneske for uoverstigelig, og interessen for den historiske Jesus blev opgivet til fordel for den kerygmatiske Kristus. Man hæfter sig ved evangeliets karakter af tiltale og stiller krav til mennesket om at afgøre sig som svar på denne tiltale; heraf navnet dialektisk teologi.
Schweizeren Karl Barths Romerbrevskommentar regnes for begyndelsen på den dialektiske teologis periode. En anden central teolog er Rudolf Bultmann med et program for afmytologisering af Bibelens myter – blandt andet med Kerygma und Mythos fra 1948 de:Leben-Jesu-Forschung#Rudolf_Bultmann_.281884-1976.29 –
I Danmark har mange fremtrædende teologer været påvirket af retningen, der oplevedes som et friskt pust efter den megen beskæftigelse med Jesu person som ideal-figur. Blandt andre P. G. Lindhardt, Knud Ejler Løgstrup, Johannes Sløk. – De vedholdende tilhængere har stadig Tidehverv.
- Er kristendommen blot en religion som alle andre?

I den periode hvor Århus-teologen P. G. Lindhardt endnu var stærkt påvirket af den dialektiske teologi, gav han en klar beskrivelse af hvordan retningen så på almindelig religion i forhold til kristendommens evangelium. 

Ved at isolere hvad en religion i grunden er, kunne man få placeret almindelig religion på den ene side og evangeliet på den anden side som noget ganske andet. 

Religionens opgave opgives at være:
1) give en forklaring på tilværelsen.
2) at fylde livet med indhold og mening, lykke.
3) at sikre og betrygge eksistensen
4) og at garantere fremtiden (Lindhardt 1961, 1954, s. 9))
Efter denne opdeling svarer Lindhardt så med at skelne mellem religionernes indikativer og evangeliets imperativer:
"... Men her er påstanden altså den, at evangeliet er noget fra religionen forskelligt, ikke i grad, men i art, ikke blot på disse eller hine punkter, men i sine forudsætninger og sine mål. Det giver ingen forklaringer på tilværelsen, ytrer sig ikke i almindelige indikativiske sætninger om sagssammenhænge, giver ingen oplysninger, som derefter intellektuelt kan bearbejdes til anskuelser og opfattelser; dets sproglige form er imperativets, for det indeholder ikke upersonlige anskuelser, men personlige udfordringer, og på en udfordring bliver den udfordrede nødt til at svare. Intet svar er et særdeles tydeligt svar. ..." (Lindhardt 1961, 1954, s. 18))
Senere i livet reflekterer Lindhardt igen over disse ting og sætter slutparentesen for denne periode:
"... Selvom kristendommen i sin historiske skikkelse nok så meget var en religion som enhver anden, og skønt der i kirkens forkyndelse forelå både et sandt og et falskt evangelium, så rummede kristendommen i sin kerne – Jesu forkyndelse, ikke hans personlighed – et budskab af principielt ikke-religiøs art. Denne tankegang – som også prægede den lille bog fra 1954 (Lindhardt 1961, 1954) var fremherskende i den dialektiske teologi, efterhånden mindre hos Barth, men des mere hos Bultmann og den formhistoriske skole, omend man som historiker kunne mene at her blev vort totale ukendskab til Jesu person overdrevet (i exegesen kom der da også fra 1950'erne en reaktion på det punkt), ligesom man med god grund kan antage at meget af det som fik sin udfoldelse "efter påske" havde sin selvfølgelige rod i det der sket "før påske". Siden 1920'erne havde den dialektiske teologi skrevet debattens dagsorden, og der var i forhold til tiden før første verdenskrig sat en parentes som i 1970'erne igen begyndte at lukke af.
Den dialektiske periode, der naturligvis aldrig har været enerådende, er ved at være til ende; ..." (Lindhardt 1981, s. 178)
Efter denne slutparentes er anvendelsen af betegnelsen kerygma vel tilbage ved den mere neutrale betydning: 

det centrale budskab eller anliggende i kristendommen, og hvor de fleste igen tåler at kristendommen betragtes som en religion blandt andre af verdens religioner.

## Eksterne links
- To engelske sites der behandler kerygma: The Essentials of the Kerygma – What Does Kerygma Mean
- Kort oversigt over Jesus-forskningen ved Svend Lindhardt: Jesus-forskning Arkiveret 11. marts 2007 hos  Wayback Machine
- Danske site med teologiske opslag: Katolsk minilexikon Arkiveret 17. januar 2008 hos  Wayback Machine